# Richard Hewlett
Richard Hewlett nasceu em 01 de novembro de 1729 em Hempstead, Queens County, Long Island. Foi um tenente-coronel britânico.
Em 1753, com a idade de 24 anos, casou-se com Maria Townsend (que era cinco anos mais nova) em Hempstead, e ao longo dos próximos vinte anos eles teriam onze filhos juntos, todos naturais de Long Island assim como os seus pais.
Ficou sobretudo conhecido pela sua vitória de maior relevo a Batalha de Setauket, onde resistiu com grande coragem contra as forças continentais uma vez que esta eram em número superior.